# Bergenfahrer

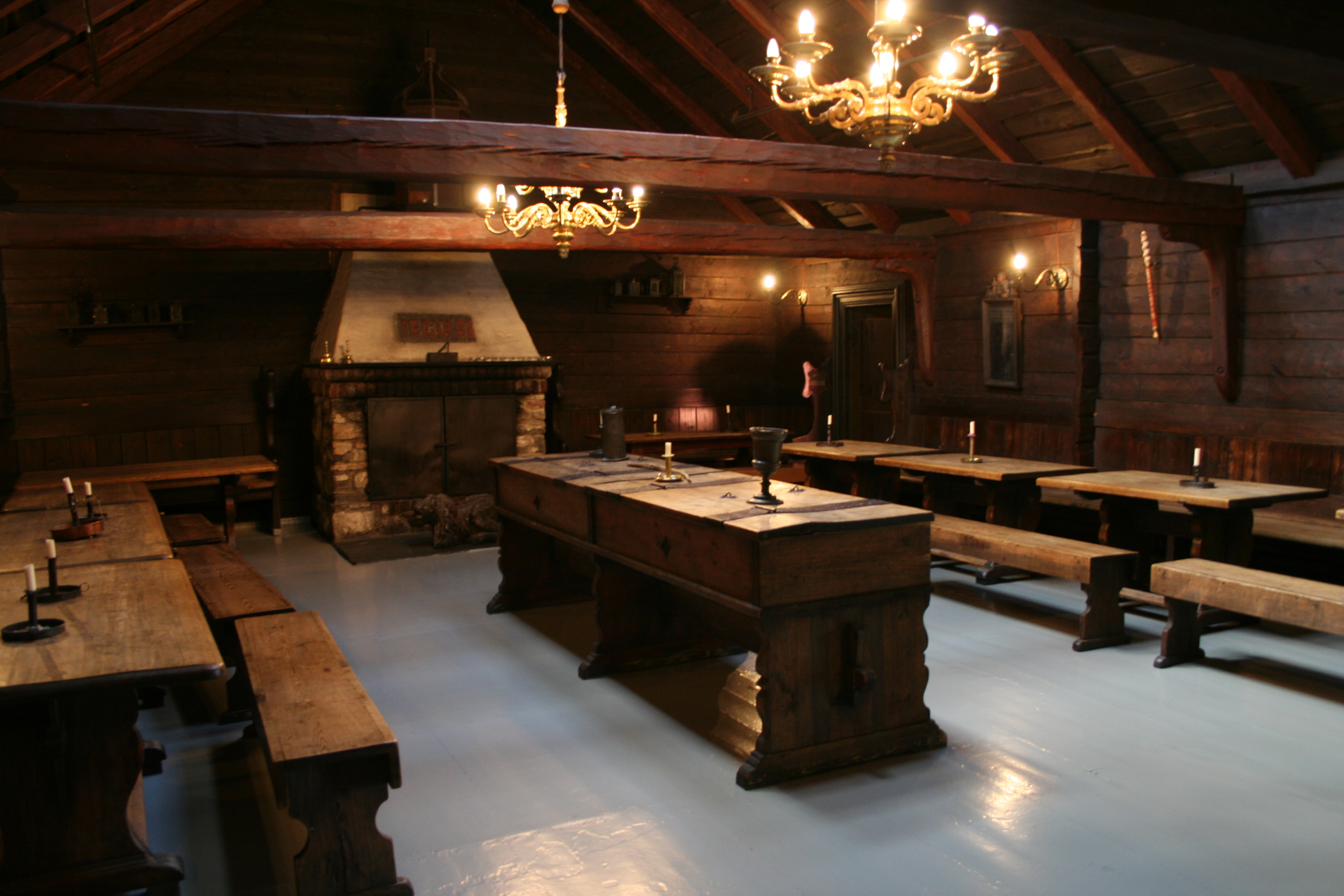
Schütting der deutschen Kaufleute auf Bryggen

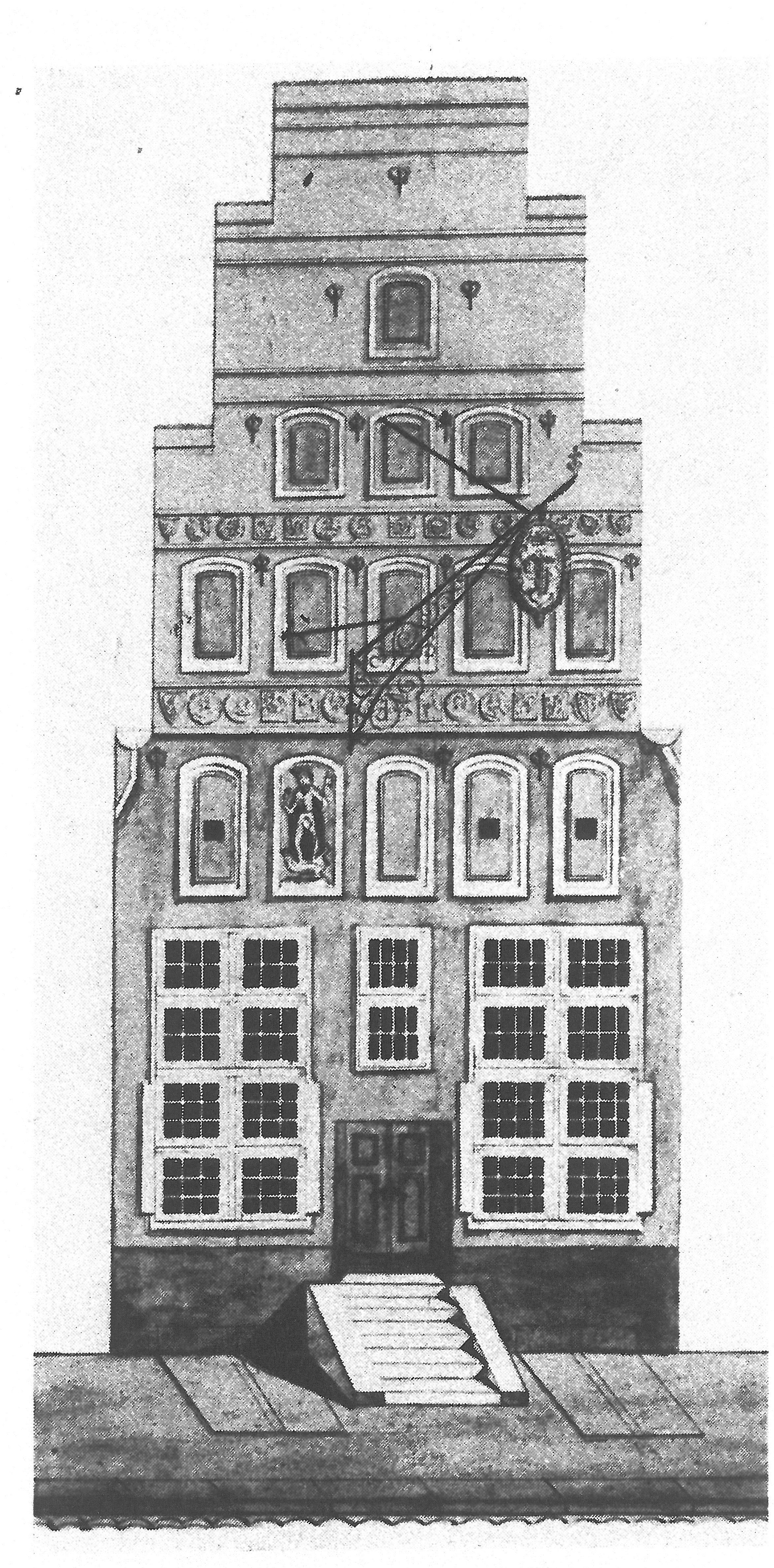
Schütting der Bergenfahrer in Lübeck

Als Bergenfahrer wurden vom Mittelalter bis zur Neuzeit hansische Kaufleute und Schiffer bezeichnet, die vornehmlich im Norwegenhandel mit der Stadt Bergen und dem dortigen Kontor Bryggen tätig waren. Sie waren in ihren Herkunftsstädten zu Korporationen der Bergenfahrer zusammengeschlossen, durch die sie ihre wirtschaftlichen, politischen und sozialen Interessen wahrnahmen. Korporationen der Bergenfahrer bestanden in den Wendischen Städten der Hanse an der Ostsee, also insbesondere in Lübeck, Rostock und Stralsund, aber auch in der konkurrierenden Schwesterstadt Bremen an der Nordsee. In Bergen selbst unterstanden alle Bergenfahrer dem Kontor als selbstständiger juristischer Person, lateinisch communis mercator hanse Theutonicae Bergis existens oder mittelniederdeutsch Der gemene kopmann to Bergen genannt. Das Kontor führte im Gegensatz zur Hanse selbst ein eigenes Siegel, das einen bekrönten Stockfisch zeigt, später senkrecht geteilt verbunden mit dem halben Doppeladler des Heiligen Römischen Reiches, um den kaiserlichen deutschen Kaufmann herauszustellen. Der bekrönte Stockfisch ist auch Bestandteil der Wappen und Zeichen der Bergenfahrer der einzelnen Städte.

## Lübecker Bergenfahrer

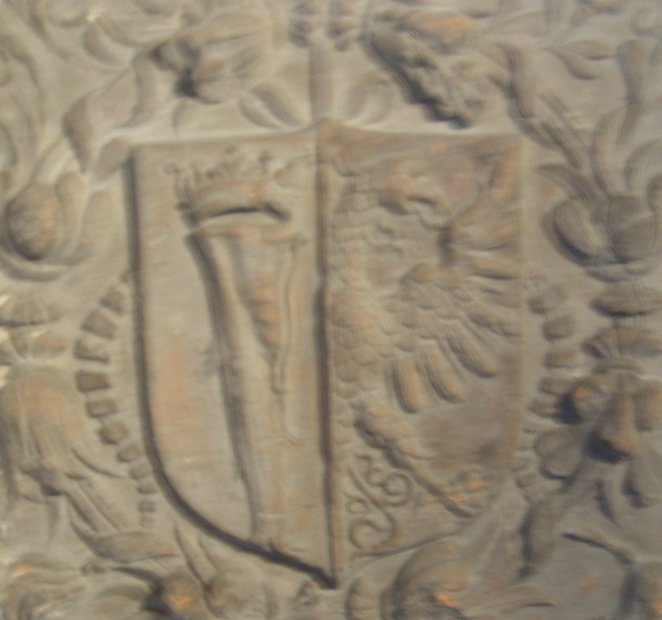
Terrakotta-Reliefplatte mit dem Wappen der Bergenfahrer von Statius von Düren

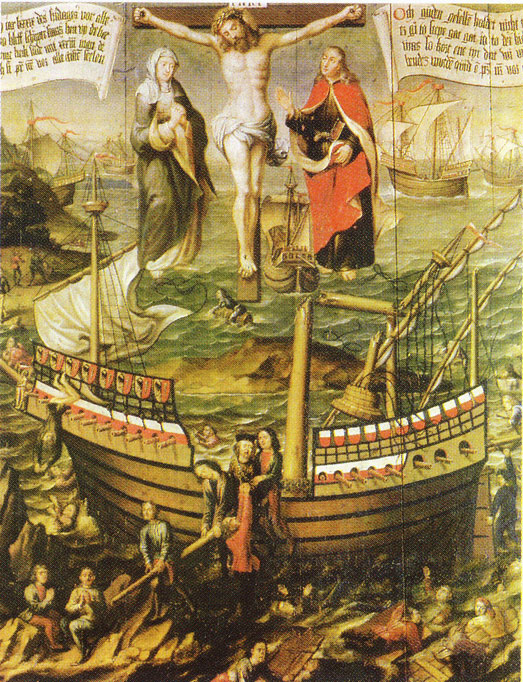
Epitaph auf den Schiffbruch des Bergenfahrers Hans Ben 1489 (Lübeck, Marienkirche, Briefkapelle)

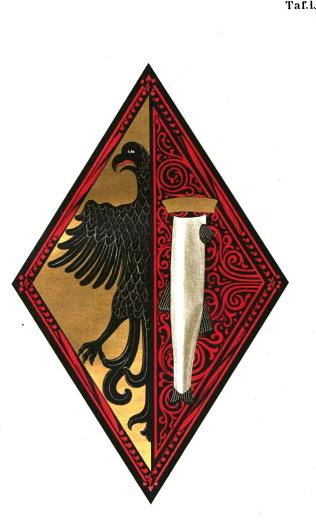
Wappen der Lübecker Bergenfahrer (19. Jh.)

Die Korporation der Lübecker Bergenfahrer bestand vom 14. Jahrhundert bis zum Jahr 1853, als die Kaufleutekorporationen insgesamt in der Kaufmannschaft zu Lübeck zusammengefasst wurden. Der genaue Beginn der Lübecker Handelsaktivitäten ist nicht bestimmbar, liegt jedoch jedenfalls vor 1250, weil in diesem Jahr nach vorhergegangenen Auseinandersetzungen ein Frieden zwischen Lübeck und König Haakon IV. von Norwegen abgeschlossen wurde, der den Hansekaufleuten wichtige Privilegien zusicherte. Allerdings konnten diese Privilegien faktisch erst durch eine Handelsblockade der Hanse im Jahr 1284 gegen den Widerstand norwegischer Kaufleute durchgesetzt werden. Die auf diesen Handelsprivilegien aufbauende Handelspolitik der Hansestädte unter Führung Lübecks stand fortan gegen die Interessen der norwegischen Wirtschaft. Die norwegische Krone versuchte diesen Interessengegensatz immer wieder auszugleichen. Infolge der 1350 ausbrechenden Pest brach durch den Verlust der für die Ernte erforderlichen Arbeitskräfte die Lebensmittelversorgung Norwegens zusammen. Dadurch wurde die Position der wendischen Städte auf Bryggen gefestigt, die als Exporteure das Getreide von der südlichen Ostseeküste, aus Holstein, Mecklenburg und Pommern, nach Norwegen brachten und so von außen die Versorgung des Landes sicherten.
In Lübeck werden die Bergenfahrer als Zusammenschluss von Kaufleuten 1380 erstmals erwähnt. Sie entstanden als Abspaltung aus der seit 1363 nachgewiesenen Korporation der Schonenfahrer. Innerhalb der Korporation der Bergenfahrer organisierten die ihr angehörenden Kaufleute untereinander den Ablauf des Warenaustausches mit dem Kontor vor Ort. Dem Einfluss dieser Gruppe ist es sicherlich zuzuschreiben, dass Lübeck das Kontor in Bergen besonders im 15. Jahrhundert maßgeblich kontrollierte; sie hatte zu dieser Zeit etwa 200 Mitglieder. Im 16. und 17. Jahrhundert ging diese Vormachtstellung verloren und das Kontor kam zunehmend unter die Kontrolle der Bremer Bergenfahrer.
Die ratsfähigen Bergenfahrer standen unter den Korporationen der Kaufleute in Lübeck nicht im höchsten Ansehen und konnten sich in ihrer sozialen Bedeutung und politischen Machtentfaltung nicht mit der an erster Stelle stehenden Zirkelgesellschaft messen. Dementsprechend stellten sie aus ihren Reihen wesentlich weniger Ratsherren und nur zwei Lübecker Bürgermeister, dafür aber als ausgewiesene Praktiker der Navigation in den Gewässern der Ostsee in kriegerischen Auseinandersetzungen gemeinsam mit den Mitgliedern der Korporation der Schonenfahrer proportional den höchsten Anteil der Lübecker Flottenführer. Im Schrifttum wird einhellig die Auffassung vertreten, dass ihre große Bedeutung für das Lübecker Patriziat in ihrer hohen sozialen Durchlässigkeit lag und viele Hansekaufleute zunächst über die Bergenfahrer Aufnahme in den Kaufmannsstand fanden, von wo sie bis in die Reihen der Zirkelgesellschaft aufsteigen konnten. Andererseits bestimmten die Bergenfahrer seit dem Bürgerrezess von 1669 gemeinsam mit den anderen bürgerlichen Korporationen bis zur Verfassungsreform von 1848 die Zusammensetzung des Senats und der Bürgerschaft.
Die Insignien der Bergenfahrer findet man als Wappen heute noch an den Beischlagwangen des Gestühls der Schiffergesellschaft oder in den Lübecker Museen, aber auch im Siegel der Kaufmannschaft, das alle Siegel der in ihr aufgegangenen Korporationen vereinte. Die mittelalterlichen Vikarienregister belegen mit zahlreichen Eintragungen die reiche Stiftungstätigkeit der Korporation. Der Lübecker Dom besaß ursprünglich ein Bergenfahrer-Gestühl, in der Jakobikirche hängt ein von den Bergenfahrern gestiftetes Erinnerungsgemälde an den Untergang des Kapitäns und Bergenfahrers Thomas Köster am 31. Oktober 1508 vor Marstrand. Reste des Bergenfahrer-Gestühls aus der Marienkirche finden sich heute im St.-Annen-Museum, ebenso Tafeln des Älteren Retabels der Bergenfahrer von einem Lübecker Schüler des Conrad von Soest sowie der Altar des Bergenfahrers Hans Rese und sechzehn Sandsteinskulpturen eines Zyklus von Aposteln und Heiligen von 1420 aus der Bergenfahrerkapelle der Marienkirche.  Die Bergenfahrerkapelle lag zwischen den beiden Türmen vor dem Westportal der Marienkirche und wurde beim Luftangriff auf Lübeck im März 1942 zerstört. Den Zerstörungen fielen der Bergenfahrer-Stuhl von 1518 mit dem geschnitzten Heiligen Olav als Schutzpatron der Kompagnie an den Wangen des Gestühls und das Retabel des Olavs-Altars der Bergenfahrer mit Gemälden Hans Kemmers von 1524 zum Opfer. Erhalten blieb jedoch in der Briefkapelle das Bergenfahrer-Bild zum Gedenken an den Schiffbruch des Hans Ben im Jahr 1489.
Ebenfalls in das St.-Annen-Museum gelangte die Skulptur des Heiligen Olav aus Eichenholz, gefertigt 1472 von Johannes Stenrat, aus dem ehemaligen Kompagniehaus Lobben der Bergenfahrer in der Breiten Straße Nr. 67. Der Lobben fiel 1889 einer gründerzeitlichen Neubaumaßnahme zum Opfer (Siehe auch den entsprechenden Eintrag in der Liste ehemaliger Lübecker Bauwerke).
In den Jahren 1548 bis 1766 hatten die Lübecker Bergenfahrer das Patronat über die dem Kontor gehörende Marienkirche in Bergen, so dass die Pastoren dieser Kirche während dieses Zeitraums in Lübeck ausgewählt und verpflichtet wurden.
Das Archiv der Lübecker Bergenfahrer befindet sich heute im Archiv der Hansestadt Lübeck.

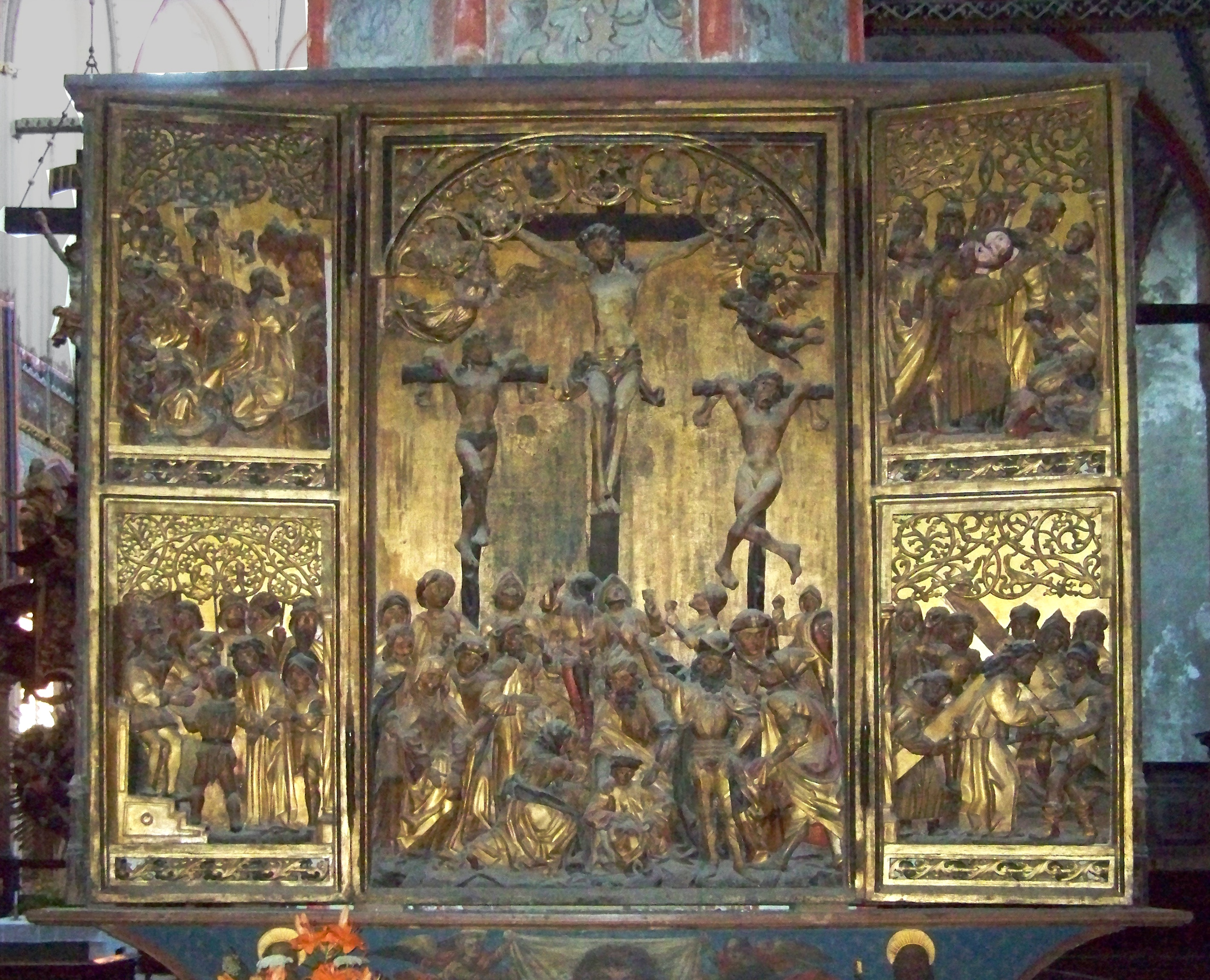
Der Bergenfahreraltar in der Nikolaikirche (Stralsund)

## Stralsunder Bergenfahrer
In der Nikolaikirche in Stralsund wird heute noch ein Bergenfahrer-Altar gezeigt, der der Korporation der dortigen Bergenfahrer zugeschrieben wird.

## Die Bergenfahrer-Gesellschaft in Bremen
Die Bremer Bergenfahrergesellschaft erstarkte mit dem Niedergang der Bergenfahrt der Wendischen Hansestädte unter Führung Lübecks. Beginnend um die Mitte des 16. Jahrhunderts stieg Bremen im Bergener Kontor zur neuen Führungsmacht auf und blieb es bis zum Ende dieses Hansekontors. Die Bergenfahrer hatten ab 1550 eine eigene Ordnung, die 1564 und 1632 an die sich ändernden Verhältnisse angepasst wurde. Im Wesentlichen wurde danach durch Frachtherren die Fracht verteilt. Die Bergenfahrer bestanden als Organisation bis zum Beginn des 18. Jahrhunderts und verfügten während dieser Zeit auch über ein eigenes Bergenfahrer-Zimmer im Bremer Rathaus.

## Rostocker Bergenfahrer
In Rostock wurde der Handel mit Norwegen von der wohl vornehmsten Kompagnie der Stadt dominiert, der der Wiekfahrer, die sich unter den Wendischen Städten besonders und fast ausschließlich auf die hanseatischen Faktoreien in Oslo und Tønsberg konzentrierten. Daneben bestand unter den weiteren fünf Rostocker Kompanien der Kaufleute auch eine der Bergenfahrer.

## Die Bergenfahrer in Wismar
Ganz ähnlich wie in Lübeck nutzten die Bergenfahrer in Wismar ebenfalls die Turmkapelle „ihrer“ Marienkirche als Kapelle, die sich mit dem stehengebliebenen Turm der Ratskirche als Baukörper erhalten hat.